# Ermita de Sant Joaquim (Aielo de Malferit)
L'ermita de Sant Joaquim és una ermita situada en el Calvari, en el municipi d'Aielo de Malferit. És un Bé de Rellevància Local amb identificador nombre 46.24.042-002.
El temple rep també els noms d'ermita del Calvari, i d'ermita de Sant Engraci. Està dedicada a Sant Joaquim i Santa Anna, però la seua advocació més popular és la de Sant Engraci màrtir, les relíquies del qual es veneren en el temple parroquial.

## Història
Va ser construïda al segle xviii, possiblement per iniciativa dels marquesos de Malferit. Se la cita en documents des de 1727, data de fosa de la seua campana. Va ser restaurada l'any 2005, pintant-se l'exterior de color ocre i modificant-se alguns dels seus elements, com l'espadanya.
A inicis del segle xxi està cedida a la comunitat ortodoxa romanesa de la zona, que hi celebra els seus serveis. És seu de la parròquia ortodoxa romanesa de Sfinţii Trei Ierarhi.

## Descripció
Es troba al final de l'avinguda de la Diputació Provincial. Està precedida per un camí de terra flanquejat de xiprers, que forma el Viacrucis.
L'edifici té una façana que acaba en un capcer rematat per una espadanya amb teuladeta. Davant de la façana hi ha un porxo tancat en el qual s'obre l'única porta d'accés al temple. En el costat dret d'edifici sobresurt el cos de la sagristia, sobre el qual es perllonga el ràfec de la teulada. Les teulades tant del cos principal com del porxo són a dues aigües.
L'interior és una sola nau, de planta rectangular. Es cobreix amb volta bufada de dos trams partida per un arc toral. El sòl és amb forma d'escaquer i les parets estan recorregudes per un sòcol fosc. L'altar és neoclàssic, i en la seua fornícula vidriada es troba una imatge de Sant Engraci, realitzada en 1942 per Josep Maria Bayarri.